# Charakter (Titel)
Charakter (auch Prädikat, in Österreich Titel und Charakter) war ein unbesoldeter Ehrentitel. Er wurde durch den jeweiligen Landesherrn verliehen. Sowohl Beamte als auch Militärs konnten ebenso wie Freiberufler – mit unterschiedlichen – „Charaktern“ geehrt werden. Ebenfalls ohne die entsprechende Gehaltsklasse des „wirklichen“ Amtstitels dienten solche Beamte oder Militärs, die zu überzähligen Dienstgraden bzw. Amtsinhabern befördert worden waren. In Deutschland nannte man diese Posteninhaber ehrenhalber umgangssprachlich bspw. „Charaktermajor“ oder „überzähliger Unteroffizier“. In Österreich-Ungarn hießen Inhaber eines  „Titels und Charakters“ entsprechend bspw. „Titular-Major“; ebenso aber auch die überzähligen Posteninhaber, also etwa „Titular-Wachtmeister“. 
Charakterdienstgrade bzw. charakterisierte Dienstgrade sowie Amts- oder Funktionstitel wurden auf Dauer vergeben. Überzählige Dienstgrade usw. führten entsprechend Begünstigte nur solange, bis sie in den wirklichen Rang aufstiegen oder von ihrer provisorischen Funktion entbunden wurden.

## Preußen und andere Monarchien
„Wo eine Beförderung nicht mehr in Frage kam, belohnte der Monarch seinen Diener mit dem Titel (charakterisierter) Geheimrat. Auch ergoss sich laufend ein Ordenssegen auf die ältere Beamtenschaft als sichtbares Zeichen der Belohnung für treu geleistete Dienste. Daneben erhielten ergraute Anwälte und Ärzte den Charakter Justizrat bzw. Sanitätsrat. Der Charakter Professor stand im Allgemeinen jedem Oberlehrer zu, wenn er eine Reihe von Dienstjahren aufweisen konnte, während der Mediziner nur in besonderen Fällen Professor wurde, ohne Vorlesungen zu halten.“

Beim Militär 

„… war die Charakterisierung vor allem als Ehrung für verdiente Offiziere bei ihrer Verabschiedung gedacht, konnte aber auch bei Offizieren angewendet werden, die in Dienststellungen mit geringeren Anforderungen im aktiven Dienst gehalten wurden, ohne dass sie hier noch für eine Beförderung in Frage gekommen wären … Rechtlich war die Charakterisierung keine Beförderung; dem betreffenden Offizier wurde lediglich die Bezeichnung und die Uniform des höheren Dienstgrades verliehen, während das Gehalt oder die Pension unverändert blieben. In der Dienstaltersliste rangierten charakterisierte Offiziere hinter den patentierten Offizieren des betreffenden Dienstgrades.“

„Der Begriff der Charakterisierung stammt aus dem Verwaltungsrecht und wurde auch für Beamte verwendet, im Kaiserreich dann allerdings mit rückläufiger Tendenz. ‚Charakter‘ wurde eher zum militärischen, ‚Titel‘ zum zivilen Begriff, im Gegensatz zum österreichischen Sprachgebrauch, wo (zumindest bis 1938) die ‚Titulierung‘ der deutschen ‚Charakterisierung‘ entsprach.“

Der Titel „Deutscher Kaiser“ wurde von Wilhelm I. noch als Charaktermajor angesehen, weil er wie der gewählte Präsident einer Republik primus inter pares und nicht der Angehörige eines höheren Standes sein sollte.

### Beispiele
- Sanitätsrat bzw. Geheimer Sanitätsrat – niedergelassene Ärzte, Kliniker[4]
- Kanzleirat – mittlere Beamte, z. B. Sekretäre
- Professor – Oberlehrer, Gymnasiallehrer[5]
- Regierungsrat bzw. Geheimer Regierungsrat – Verwaltungsbeamte, Hochschullehrer
- Geheimrat mit dem Rang der Räte 3. Klasse
- Wirklicher Geheimer Oberregierungsrat mit dem Rang der Räte 1. Klasse[6]
- Geheimer Kriegsrat[7]
- Baurat bzw. Geheimer Baurat – beamtete und freiberufliche Ingenieure und Architekten[8]
- Hauptmann der Landwehr – häufige Ehrung akademischer Kriegsteilnehmer (1870/71)

### Abschaffung
Nach dem Ende der Monarchie fielen in den meisten deutschen Bundesstaaten diese Ehrentitel weg. In der Unterrichtsverwaltung wurden aus Oberlehrern Studienräte. Auch der Charakter Professor wurde nicht mehr in der alten Weise verliehen. Insbesondere der Freistaat Bayern behielt jedoch einige Ehrentitel bei. Auch in der DDR wurden an verdiente Mediziner und Pharmazeuten die Ehrentitel Medizinalrat, Pharmazierat, Sanitätsrat, Obermedizinalrat und Oberpharmazierat verliehen.